# Savage (utwór Megan Thee Stallion)
Savage – utwór Megan Thee Stallion, wydany jako jedna z piosenek epki Suga, a następnie opublikowany jako singiel promocyjny 7 kwietnia 2020. Twórcami tekstu są Megan Pete, Anthony White oraz Bobby Session Jr.; natomiast produkcją piosenki zajął się J. White Did It.
Piosenka zyskała popularność na platformie TikTok, co spowodowało wzrost jej globalnej popularności. 29 kwietnia 2020 wydana została druga wersja utworu zatytułowana „Savage Remix” z gościnnym udziałem Beyoncé. Remix spotkał się z bardzo dobrym przyjęciem zarówno komercyjnym, jak i krytycznym. Zajął on pierwsze miejsce na liście Hot 100 oraz znalazł się na podsumowaniu najlepszych utworów w 2020 m.in. według magazynów: Billboard, The Guardian, Glamour, Los Angeles Times, Rolling Stone oraz Time. Podczas 63. ceremonii wręczenia nagród Grammy Megan Thee Stallion oraz Beyoncé otrzymały nagrody Grammy w kategorii Najlepsza piosenka rapowa oraz Najlepszy występ rapowy, za „Savage Remix”.

## Wersja albumowa

### Wydanie
6 marca 2020 został wydany minialbum Suga, autorstwa Megan Thee Stallion. Na epce znalazło się dziewięć utworów, a drugim z nich był „Savage”, którego autorami są Megan Pete, Anthony White oraz Bobby Session Jr., zaś producentem J. White Did It. Piosenka definiowana jest muzycznie jako hip-hop oraz trap. Jessica McKinney z Complex stwierdziła, że rytm „przypomina nostalgiczne hip-hopowe teledyski rozgrywające się na plaży w Miami, a refren jest ekspresyjny, co idealnie nadaje się do tańca”. W marcu 2020 piosenka zaczęła zyskiwać popularność na platformie TikTok, za sprawą układu tanecznego, który został stworzony do podkładu piosenki. 7 kwietnia 2020 piosenka została rozesłana do rozgłośni radiowych, jako trzeci singiel promocyjny minialbumu.

### Odbiór
Jessica McKinney z Complex nazwała „Savage” „wyróżniającym się utworem” z epki. Salvatore Maicki z The Fader nazwał „Savage” jedną z „10 piosenek, których potrzebujesz w swoim życiu w tym tygodniu”. Kristin Corry z Vice wymieniła ją jako jedną z najlepszych piosenek w marcu 2020 roku. Piosenka znalazła się na czwartym miejscu listy Billboard Hot 100 oraz na pierwszym miejscu listy Hot R&B/Hip-Hop Airplay. Dodatkowo znalazła się w pierwszej dziesiątce na listach przebojów w: Australii, Irlandii, Wielkiej Brytanii oraz na Węgrzech. Utwór znalazł się również na listach przebojów Spotify, zajmując 16. miejsce w zestawieniu najczęściej słuchanych utworów w tygodniu od 17 kwietnia do 23 kwietnia 2020. Była to również najczęściej udostępniana piosenka na aplikacji TikTok w marcu 2020.
W listopadzie 2024 nagranie uzyskało w Polsce certyfikat platynowej płyty.
.   
| Rok  | Nagroda                  | Kategoria              | Rezultat  | Przypisy |
| ---- | ------------------------ | ---------------------- | --------- | -------- |
| 2020 | MTV Video Music Awards   | Best Hip-Hop           | Wygrana   | [ 13 ]   |
| 2020 | MTV Video Music Awards   | Piosenka roku          | Nominacja | [ 13 ]   |
| 2020 | People’s Choice Awards   | Piosenka 2020 roku     | Nominacja | [ 14 ]   |
| 2020 | Soul Train Music Awards  | Rhythm & Bars Award    | Wygrana   | [ 15 ]   |
| 2021 | iHeartRadio Music Awards | TikTok Bop of the Year | Nominacja | [ 16 ]   |

## Savage Remix (feat. Beyoncé)

### Wydanie i kompozycja
Beyoncé oraz Megan Thee Stallion po raz pierwszy spotkały się w trakcie nocy sylwestrowej w 2019 roku. Niedługo później Stallion dowiedziała się, że Knowles zgodziła się współpracować z nią nad nową wersją piosenki „Savage”. Nad nowym utworem pracowali autorzy tekstu pierwszej wersji oraz: Beyoncé, Jay-Z, Derrick Milano, Terius Nash, Jorden Thorpe i Brittany Hazzard. „Savage Remix” został udostępniony 29 kwietnia 2020, zaś 20 listopada tego samego roku znalazł się na albumie studyjnym Stallion pt. Good News. Cały dochód z piosenki został przeznaczony na pomoc organizacji Bread of Life Houston w walce z COVID-19, która obejmuje cotygodniowe dostarczanie ponad 14 ton żywności i zaopatrzenia dla 500 rodzin i 100 seniorów w Houston.
Brooke Marine z magazynu V zauważyła, że „remiks sam w sobie jest zasadniczo całkowicie nową piosenką, z wyjątkiem refrenu, który pozostał taki sam”. Utwór rozpoczyna się od wstępu Beyoncé, a następnie Stallion śpiewa pierwszą zwrotkę. Beyoncé rapuje dwie pełne zwrotki, zapewnia chórki oraz na samym końcu melizmaty wokalne. Warstwa liryczna utworu dotyczy kobiecej siły. Michael Cuby z Nylon stwierdził, że remiks jest powrotem do czasów, gdy artyści całkowicie wymyślali swoje piosenki na podstawie remiksów, zamiast dośpiewywać do oryginalnej warstwy lirycznej.

### Reakcja krytyków
„Savage Remix” zyskał uznanie krytyków. Jessica McKinney z Complex napisała, że „w tym roku nie było innego momentu w muzyce, który wymagałby zbiorowej uwagi kultury popularnej, tak jak „Savage Remix”. Portal Pitchfork nazwał remiks „Najlepszym nowym utworem”, stwierdzając, że „Beyoncé ulepsza oryginał z dobrej piosenki do wielowymiarowej”. Craig Jenkins z Vulture zauważył, że „tak rzadko w tej epoce remiks wydaje się wydarzeniem, a nie tylko kilkoma nowymi słowami dorzuconymi do istniejącej piosenki”. Jon Caramanica z The New York Times opisał ten utwór jako „fantastyczny, o wiele bardziej zaangażowany i skomplikowany niż większość współprac polegających na mrugnięciu i przegapieniu tego”. Brittany Spanos z Rolling Stone zwróciła uwagę na „anielskie, szepty Beyoncé i grę słów, a także pochwaliła chemię duetu.
| Magazyn              | Lista                                                                          | Pozycja      | Przypis |
| -------------------- | ------------------------------------------------------------------------------ | ------------ | ------- |
| Apple Music          | 100 najlepszych piosenek w 2020                                                | Uwzględniona | [ 31 ]  |
| Billboard            | 100 najlepszych piosenek w 2020                                                | 3. miejsce   | [ 32 ]  |
| Consequence of Sound | 50 najlepszych piosenek w 2020                                                 | 8. miejsce   | [ 33 ]  |
| The Guardian         | 20 najlepszych piosenek 2020                                                   | 4. miejsce   | [ 34 ]  |
| Glamour              | „63 najlepsze piosenki 2020 roku, które uczyniły naszą codzienność łatwiejszą” | Uwzględniona | [ 35 ]  |
| Idolator             | 100 najlepszych piosenek pop w 2020                                            | 1. miejsce   | [ 36 ]  |
| Idolator             | 15 najlepszych remixes w 2020                                                  | 1. miejsce   | [ 37 ]  |
| iHeartRadio          | „30 piosenek, które sprawiły, że poczuliśmy coś w 2020 roku”                   | 11. miejsce  | [ 38 ]  |
| Los Angeles Times    | 50 najlepszych piosenek w 2020                                                 | Uwzględniona | [ 39 ]  |
| NME                  | 50 najlepszych piosenek w 2020                                                 | Uwzględniona | [ 40 ]  |
| NPR                  | 100 najlepszych piosenek w 2020                                                | 3. miejsce   | [ 41 ]  |
| Pitchfork            | 100 najlepszych piosenek w 2020                                                | 4. miejsce   | [ 42 ]  |
| Pitchfork            | 36 najlepszych rapowych piosenek w 2020                                        | Uwzględniona | [ 43 ]  |
| Rolling Stone        | 50 najlepszych piosenek w 2020                                                 | 12. miejsce  | [ 44 ]  |
| Rolling Stone        | Najlepsze kolaboracje pop w 2020                                               | Uwzględniona | [ 45 ]  |
| Rolling Stone        | Lista 500 utworów wszech czasów magazynu Rolling Stone                         | 438. miejsce | [ 46 ]  |
| Time                 | Najlepsze piosenki 2020                                                        | Uwzględniona | [ 47 ]  |

### Sukces komercyjny
W pierwszym tygodniu „Savage Remix” znalazł się na drugim miejscu listy Billboard Hot 100 oraz znalazła się na szczycie listy przebojów Hot Rap Songs. 30 maja 2020 utwór zajął pierwsze miejsce listy Hot 100, stając się pierwszym singlem Megan Thee Stallion i siódmym numerem jeden Beyoncé jako artystki solowy i jedenastym jako członek Destiny’s Child. Beyoncé stała się drugim artystą w historii (po Mariah Carey), który znalazł się na szczycie listy Hot 100 w ciągu czterech dekad (lata 90., 2000, 2010, 2020). Według magazynu Rolling Stone do 2 lipca 2020 roku piosenka zgromadziła w Stanach Zjednoczonych ponad 2,1 miliona egzemplarzy. Na dzień 29 lipca 2020 roku piosenka sprzedała się w Stanach Zjednoczonych w ponad 3 milionach egzemplarzy. Utwór znalazł się na rocznym podsumowaniu list przebojów w: Kanadzie (43. miejsce), Nowej Zelandii (34. miejsce) oraz Stanach Zjednoczonych (15. miejsce).

### Nagrody i nominacje
| Rok  | Nagroda                  | Kategoria                       | Rezultat  | Przypisy |
| ---- | ------------------------ | ------------------------------- | --------- | -------- |
| 2020 | BET Hip Hop Awards       | Piosenka roku                   | Nominacja | [ 57 ]   |
| 2020 | BET Hip Hop Awards       | Najlepsza kolaboracja           | Wygrana   | [ 57 ]   |
| 2020 | BET Hip Hop Awards       | Sweet 16: Best Featured Verse   | Wygrana   | [ 57 ]   |
| 2020 | American Music Awards    | Kolaboracja roku                | Nominacja | [ 58 ]   |
| 2020 | HipHopDX                 | Najlepsza kolaboracja Hip Hop   | Nominacja | [ 59 ]   |
| 2020 | HipHopDX                 | Best Rap Verse of 2020          | Nominacja | [ 59 ]   |
| 2020 | MTV Video Music Awards   | Piosenka lata                   | Nominacja | [ 60 ]   |
| 2020 | People’s Choice Awards   | Kolaboracja roku                | Nominacja | [ 61 ]   |
| 2021 | ASCAP Pop Awards         | Most Performed Songs            | Wygrana   | [ 62 ]   |
| 2021 | Grammy Awards            | Nagranie roku                   | Nominacja | [ 63 ]   |
| 2021 | Grammy Awards            | Best Rap Performance            | Wygrana   | [ 63 ]   |
| 2021 | Grammy Awards            | Best Rap Song                   | Wygrana   | [ 63 ]   |
| 2021 | NAACP Image Awards       | Wyjątkowy występ w duecie       | Wygrana   | [ 64 ]   |
| 2021 | NAACP Image Awards       | Wyjątkowa piosenka Hip Hop/Rap  | Wygrana   | [ 64 ]   |
| 2021 | iHeartRadio Music Awards | Najlepsza kolaboracja           | Wygrana   | [ 65 ]   |
| 2021 | iHeartRadio Music Awards | Piosenka roku Hip-Hop           | Nominacja | [ 65 ]   |
| 2021 | BET Awards               | Coca-Cola Viewers' Choice Award | Wygrana   | [ 66 ]   |
| 2021 | Rockbjörnen              | Międzynarodowa piosenka roku    | Nominacja | [ 67 ]   |

## Notowania
| Savage (2020)                           | Najwyższa pozycja |
| --------------------------------------- | ----------------- |
| Argentyna (Argentine Hot 100)           | 95                |
| Australia (ARIA)                        | 4                 |
| Austria (Ö3 Austria Top 75)             | 23                |
| Dania (Tracklisten)                     | 16                |
| Estonia (Eesti Tipp-40)                 | 15                |
| Francja (SNEP)                          | 25                |
| Holandia (Single Top 100)               | 67                |
| Irlandia (IRMA)                         | 3                 |
| Kanada (Canada Hot 100)                 | 16                |
| Litwa (Latvian Airplay Top 50)          | 16                |
| Niemcy (Official German Charts)         | 33                |
| Nowa Zelandia (RIANZ)                   | 12                |
| Portugalia (AFP)                        | 11                |
| Stany Zjednoczone (Billboard Hot 100)   | 4                 |
| Stany Zjednoczone (R&B/Hip-Hop Airplay) | 1                 |
| Szkocja (The Official Charts Company)   | 12                |
| Szwecja (Sverigetopplistan)             | 16                |
| Szwajcaria (Media Control AG)           | 18                |
| Węgry (Rádiós Top 40)                   | 8                 |
| Wielka Brytania (OCC)                   | 3                 |
| Włochy (FIMI)                           | 42                |

| Savage Remix (2020)                     | Najwyższa pozycja |
| --------------------------------------- | ----------------- |
| Argentyna (Argentine Hot 100)           | 58                |
| Belgia (Ultratop Top 50 Florandia)      | 12                |
| Belgia (Ultratop Top 50 Wallonia)       | 14                |
| Holandia (Single Top 100)               | 26                |
| Kanada (Canada Hot 100)                 | 9                 |
| Litwa (Latvian Airplay Top 50)          | 18                |
| Norwegia (VG-lista)                     | 17                |
| Nowa Zelandia (RIANZ)                   | 2                 |
| Stany Zjednoczone (Billboard Hot 100)   | 1                 |
| Stany Zjednoczone (R&B/Hip-Hop Airplay) | 1                 |
| Włochy (FIMI)                           | 28                |